# Церковь Покрова Пресвятой Богородицы (Бобров)
Покро́вский храм — собор Боброва. Расположен на улице Советской в Азовке.
До революции церковь считалась одной из красивейших построек в городе. Посвящена она празднику Покрова Пресвятой Богородицы — 1 (14) октября — память о видении святым Андреем и учеником его Епифанием во Влахернском храме (Константинополь) Божией Матери, осенявшей молившийся народ своим покрывалом — покровом.
В русской православной традиции Пресвятая Дева является небесной покровительницей и заступницей государства Российского. Примерно в XII веке на Руси был установлен праздник Покрова.

## История храма

### Деревянный храм
Переселенцами города Азова в 1711 году была образована слобода Азовка, ныне входящая в черту города Бобров. Построение храма считалось в старину первым и важнейшим делом, потому переселенцы из крепости Азов сразу же, в 1711 году, возвели деревянную церковь Покрова Пресвятой Богородицы. Место выбирали такое, чтобы виден был храм не только со всех концов Азовской слободы, но и за многие версты, потому как стоял на высокой горе.

### XIX век
Начало строительства ныне сохранившегося каменного здания церкви относится к 1763 году. Однако, архиепископ Дмитрий (Самбикин) в документах середины 1880-х годов отмечал: "Церковь в подгородней города Боброва Азовской слободы, каменная, с приделом св. Николая, построена в 1824 году, распространена (расширена) в 1869 году (к четверику пристроены боковые притворы и трапезная). Однако есть и другая информация. П. Никольский в своих трудах отмечает другую дату основания храма — 1794 год.

### XX век
В 1910-х годах церковь вновь была перестроена: значительно расширена трапезная, возведена новая четырёхъярусная колокольня. В отличие от лаконичного убранства фасадов первых двух строительных периодов, декор XX века сочен и ярок: аркатура, полуколонны, накладные кресты, оригинальные решетки на окнах. Эта церковь примечательна ещё и тем, что перекрытие четырёхстолпной базиликальной трапезной выполнено в начале XX века из монолитного железобетона, имитируя крестовые и цилиндрические своды. На колокольне храма было шесть колоколов. В воскресной школе обучалось 47 девочек.
Вскоре власть в стране взяли коммунисты, которые были атеистами. В 1929 году колокола сняли, церковь закрыли и устроили в ней ангар для планеров. Через год службы в храме возобновились, но в первое послевоенное лето его снова закрыли, а помещение отвели под склад зерна.
В 1999 году церковь передали Воронежской епархии. В ней начались реставрационно-восстановительные работы. В 1999—2001 годах были установлены наружные металлические двери, восстановлена кирпичная кладка стен средней части храма в притворе.

### XXI век
В 2002 году произведен монтаж новых металлических лестничных маршей на колокольню. В 2003 году сделан деревянный каркас крыши средней части храма и покрыт оцинкованным железом. В 2004 году изготовлены и установлены оконные рамы. В 2005 году восстановлена кирпичная кладка колокольни, установлен купол с крестом. В 2006—2007 годах оштукатурены внутренние стены храма. В 2008 году завершен настил полов в храме.
23 января 2001 года в Покровском храме состоялось соборное служение Божественной литургии клириками Серафимо-Саровского скита и Бобровского благочиния.
4 июня 2005 года митрополит Воронежский и Борисоглебский Сергий совершил освящение купола и креста, которые были подняты на колокольню храма. Трёхметровый крест был поднят на высоту 34 метра. Теперь это самое высокое (после телевышки) здание в Боброве.

## Культурное наследие
Постановлением администрации Воронежской области N 850 от 14 августа 1995 года Покровская церковь слободы Азовка является объектом исторического и культурного наследия областного значения.